# Nematostella vectensis
Nematostella vectensis (лат.) — вид литоральных роющих актиний из семейства Edwardsiidae. В 1990-х годах была разработана методика его культивирования в лабораторных условиях. В последние годы стала главным модельным объектом для изучения молекулярной биологии и биологии развития стрекающих. В 2007 году геном вида был полностью секвенирован.

## Распространение и образ жизни
Распространена на юго-восточном побережье Англии, а также у берегов Северной Америки: от Новой Шотландии до Луизианы на атлантическом побережье и вдоль всего тихоокеанского побережья континентальных штатов. Nematostella vectensis — эвритермный и эвригалинный вид: представители способны существовать в широких диапазонах солёности (9—2 ‰) и температуры (−1…28 °C).
Nematostella vectensis — обычный обитатель мелкодисперсных грунтов сублиторали и непересыхающих во время отлива частей литорали («литоральных ванн»). В местах впадения пресных потоков (англ. tidal creeks) эти актинии способны обитать даже на верхних горизонтах литорали в грунте солёных маршей. Nematostella vectensis могут достигать значительных плотностей поселения: до 1816 особей на 15 см². Описаны скопления до 5 миллионов особей на одну литоральную ванну.

## Размножение и развитие

### Бесполое размножение
Бесполое размножение происходит путём поперечного деления.

### Половое размножение
Nematostella vectensis раздельнополы. При определённом режиме содержания половое размножение продолжается в течение всего года. Самки с периодичностью раз в восемь дней выметывают через рот слизистые яйцевые шнуры (что нетипично для актиний), в которые заключены от 5 до 2000 яйцеклеток. В этих же шнурах содержатся сотни или тысячи нематосом — округлых ресничных телец, содержащих книдоциты, которые плавают в кишечной полости актиний. Самцы выметывают подвижные сперматозоиды.

### Развитие
После оплодотворения образуется бластула. Через 12—14 часов (при 20 °C) происходит гаструляция путём инвагинации, а через 36—48 часов из яйца выходит шаровидная планула. Затем её тело удлиняется. Через 5 дней вокруг ротового отверстия появляются зачатки четырёх щупалец, а в кишечной полости — первые мезентерии. На 7-й день, при длине тела 250—500 мкм, личинки оседают на дно и претерпевают метаморфоз. Локомоторные реснички покровов сохраняются в течение месяца. Через 2—3 недели формируется восемь щупалец и все восемь макрокнем. Половой зрелости большинство особей достигает через 2,5—3 месяца. В природе длина тела Nematostella vectensis не превышает 6 см, обычно составляя около 2 см; в лаборатории актинии вырастали до 12 см.

## Регенерация
N. vectensis имеют значительную способность к регенерации — могут восстановиться, утратив ротовую часть, ногу, или будучи разрезанными продольно. Регенерация происходит таким образом, что видоизменяются не только ткани в области повреждения, но и клетки по всему телу, так что животное восстанавливает первоначальную форму (в меньшем размере).